# Список умерших в 1353 году

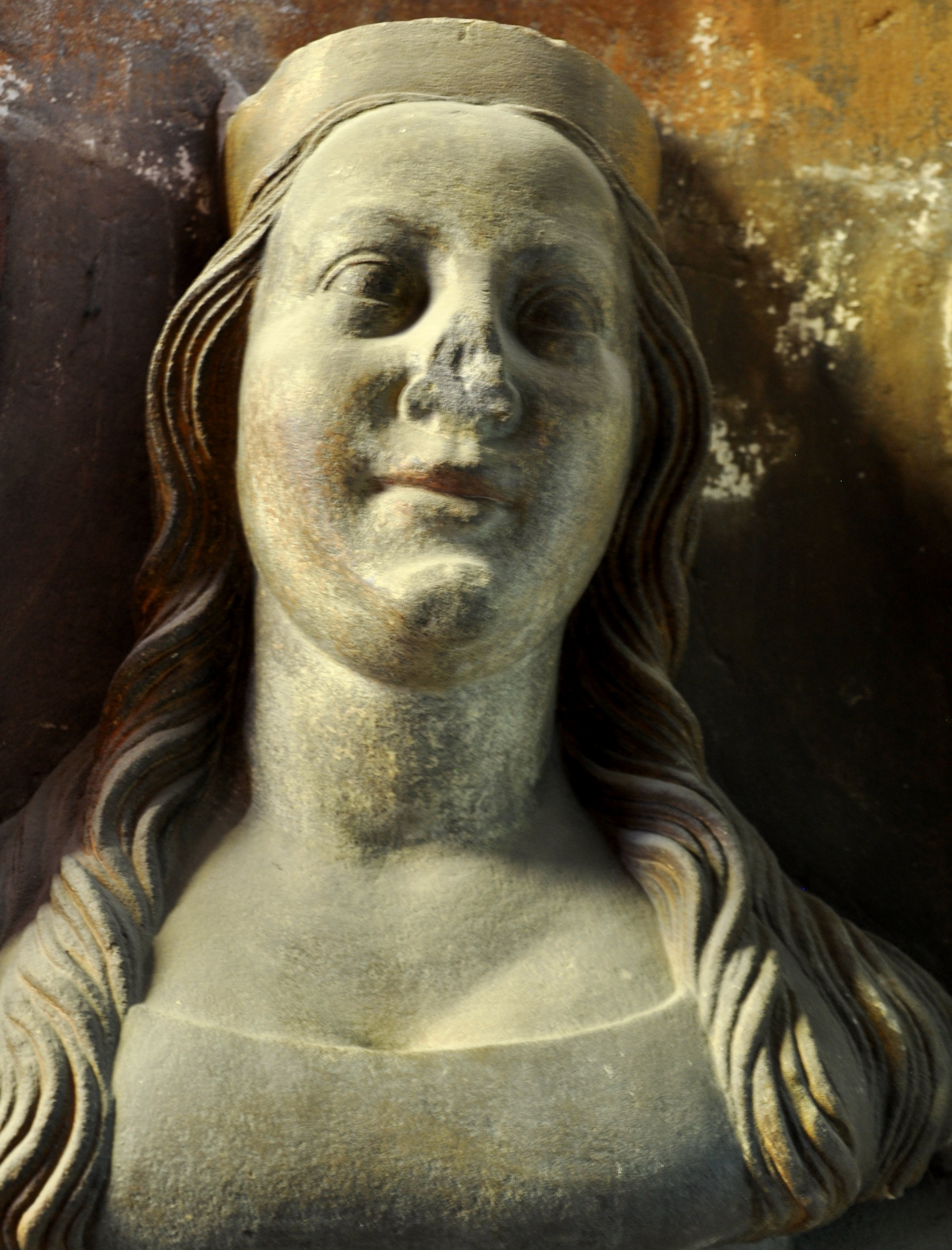
Анна Баварская

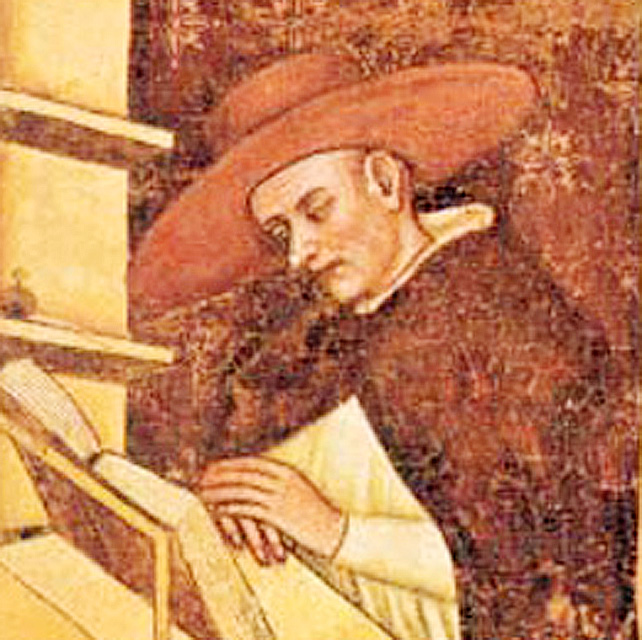
Жан де Мулен

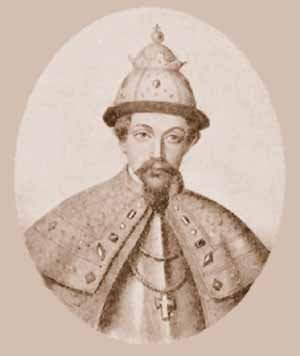
Симеон Иванович Гордый

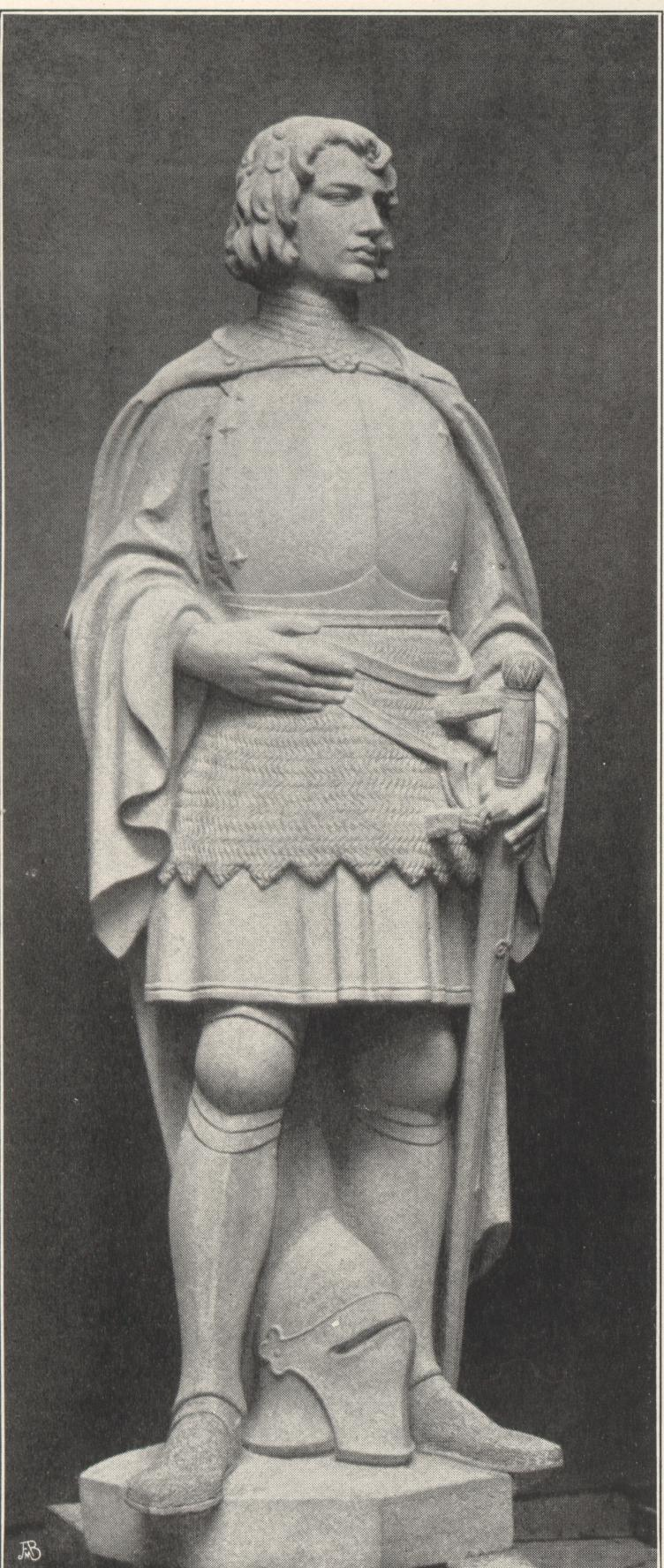
Рудольф II Слепой

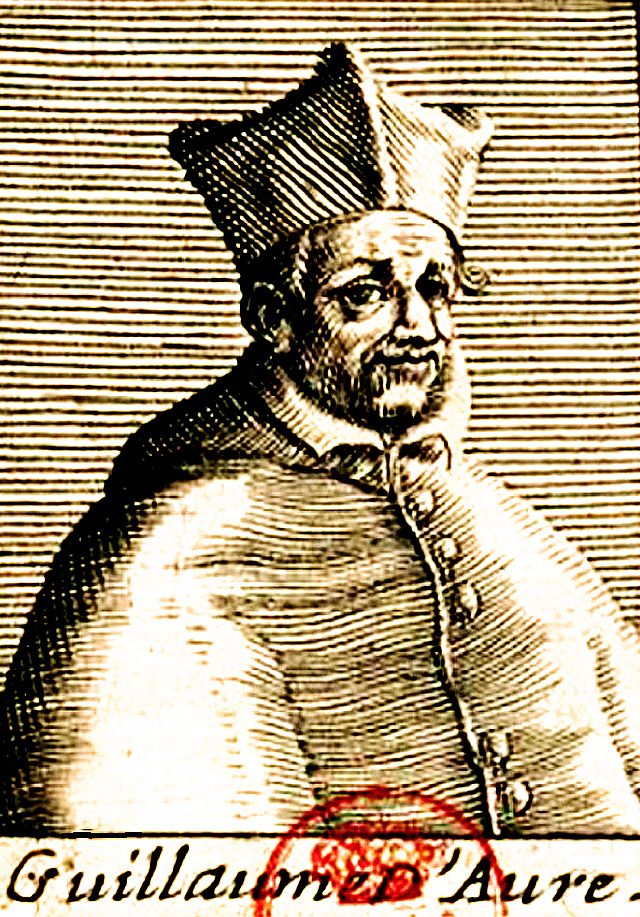
Гийом д’Ор

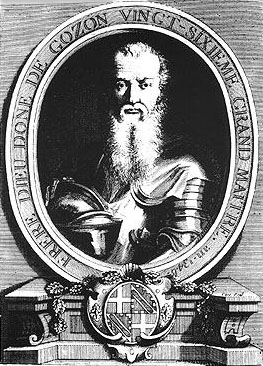
Дьёдонне де Гозон

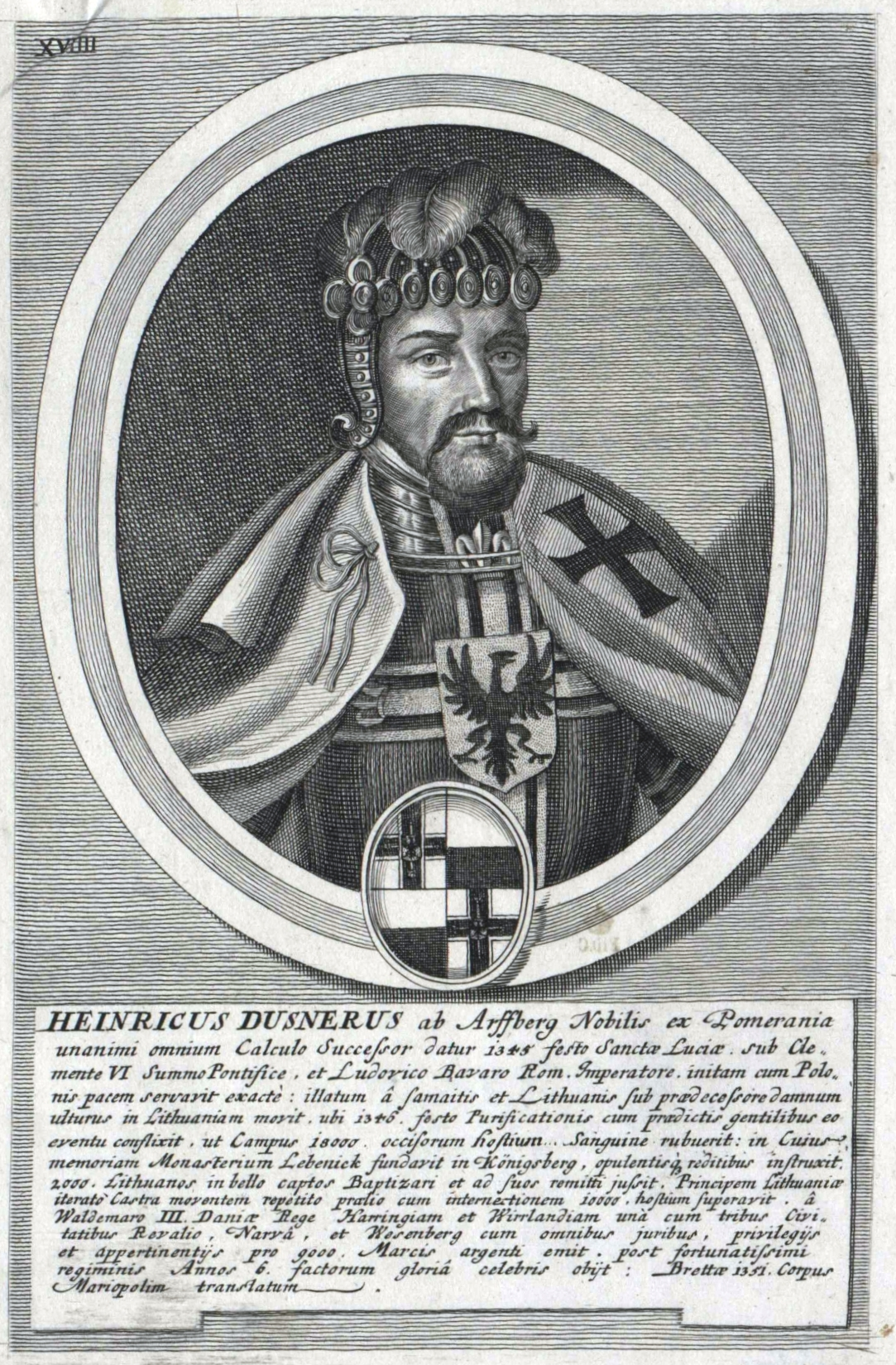
Генрих Дуземер

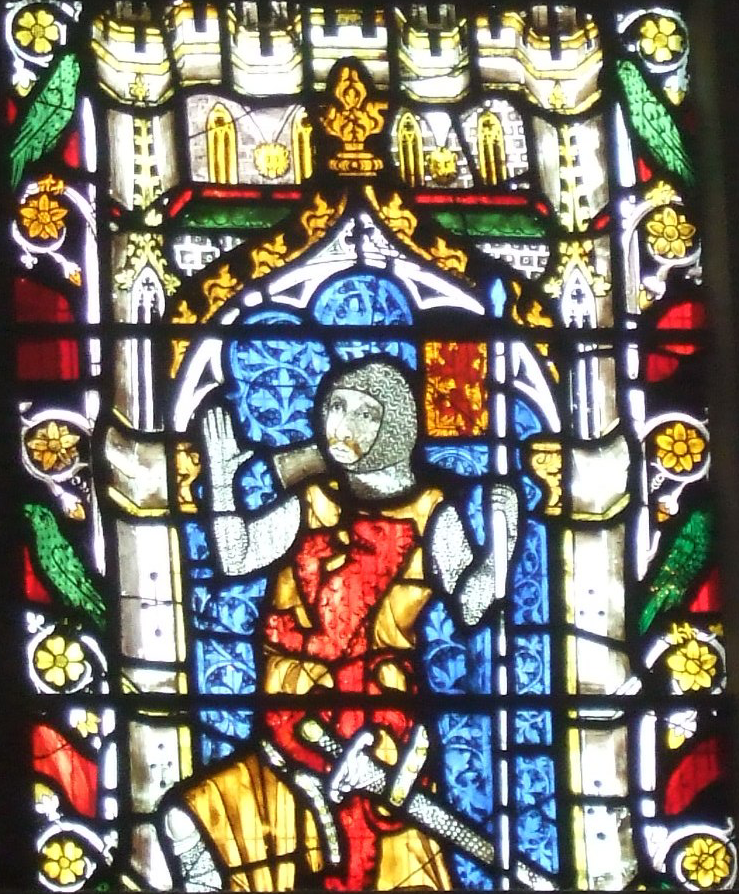
Джон Чарлтон, 1-й барон Черлетон

В этой статье представлен список известных людей, умерших в 1353 году.
См. также: Категория:Умершие в 1353 году

## Январь
- 20 января — Сайед Ибрагим Маллик Байя[англ.] — губернатор Бихара, полководец и суфий (святой); убит в бою..

## Февраль
- 2 февраля:
  - Анна Баварская (23) — дочь пфальцграфа Рейнского Рудольфа II, жена императора Священной Римской империи, короля Германии и короля Чехии Карла IV;
  - Альфонсо Фернандес Коронель[исп.] — мятежный дворянин Кастилии; казнён.
- 23 февраля — Жан де Мулен — генеральный магистр ордена проповедников (1349—1350), кардинал-священник di Santa Sabina (1350—1353).
- 25 февраля — Гонсало де Агилар[исп.] — епископ Куэнки (1339—1341), епископ Сигуэнсы (1342—1348), архиепископ Сантьяго-де-Компостелы (1348—1351), архиепископ Толедо (1351—1353).
- 26 февраля — Бушар VI де Вандом, граф Вандома и сеньор Кастра (1315—1353).

## Март
- 6 марта — Роджер де Грей — 1-й барон Грей из Ратина (1324—1353).
- 11 марта — Феогност — митрополит Киевский и всея Руси (1328—1353), святой православной церкви; умер от чумы
- 14 марта — Конрад фон дер Марк[нем.] — сын графа Марка Эберхарда I, основатель монастыря Кларенберг (1339)
- Иван Симеонович (р.1349) — княжич московский, сын Симеона Ивановича Гордого; умер во младенчестве от чумы
- Симеон Симеонович (р. 1351) — княжич московский, сын Симеона Ивановича Гордого; умер во младенчестве от чумы.

## Апрель
- 1 апреля — Джон Сегрейв (37) — 4-й барон Сегрейв (1325—1353).
- 13 апреля — Герман IX Баден-Эберштайнский — маркграф Бадена (1333—1353)
- 27 апреля — Симеон Иванович Гордый (35) — князь Московский и Великий князь Владимирский (1340—1353), новгородский князь (1346—1353); умер предположительно от чумы.
- Томас де Бурлемонт[фр.] — епископ Туля (1330—1353)

## Июнь
- 6 июня — Андрей Иванович (26) — младший сын великого князя Московского Ивана Калиты, первый удельный князь Серпуховской (1341—1353); умер от чумы.
- 21 июня — Ходзё Токиюки[англ.] — сын Ходзё Такатоки, активный военный деятель своей эпохи

## Июль
- 19 июля — Маттео Палицци[итал.] — сеньор Трипи и Сапонары, викарий королевства Сицилия; убит
- Виоланта де Арагон и Анжу[исп.] — дочь короля Сицилии и Арагона Хайме II, жена деспота Румынии Филиппа Тарентского (1328—1330), затем жена первого графа Де Луна Лопе де Луна с 1339 года

## Сентябрь
- 2 сентября — Фридрих III Миролюбивый — маркграф Бадена (1348—1353)
- Жиль Риго де Руффиак[фр.] — французский кардинал-священник de S. Prassede (1350—1353)

## Октябрь
- 4 октября — Рудольф II Слепой (47) — пфальцграф Рейнский (1329—1353)

## Ноябрь
- 12 ноября — Феррантино Малатеста — сеньор Римини (1326—1330, 1334—1335)
- 25 ноября — Бертольд фон Бучегг[нем.] — епископ Шпайера (1328), епископ Страсбурга (1328—1353)

## Декабрь
- 3 декабря — Гийом д’Ор[фр.] — французский кардинал-священник de S. Stefano al Monte Celio (1339—1353)
- 7 декабря — Дьёдонне де Гозон — Великий магистр ордена госпитальеров (1346—1353), легендарный победитель родоского дракона
- 11 декабря — Караджа-бей Дулкадироглу — первый правитель бейлика Зулькадар из династии Зуль-Кадаров (1337—1353); казнён мамлюками в Каире.
- 21 декабря — Генрих III фон Вирнебург[нем.] — архиепископ Майнца (1328—1353)

## Дата неизвестна или требует уточнения
- Адольф VII— граф Шауэнбурга и Гольштейн-Пиннеберга (1315—1353)
- Байбуга[англ.] — влиятельный мамлюк, возможно русского происхождения при султанах Исмаил ас-Салихе, Аль-Хасан ан-Насире и Салих Салахуддине, наместник Алеппо (1351—1352), казнён как мятежник
- Бласко де Португаль — епископ Сеговии (1351—1353).
- Альфонс Бонигоминис, доминиканский монах, епископ и переводчик арабских текстов на латынь из города Марракеша (Марокко).
- Генрих VI фон Хохенберг[нем.] — князь-аббат Фульдского аббатства (1315—1353)
- Генрих Дуземер — великий магистр Тевтонского ордена (1345—1351).
- Доннхад IV — граф Файф (1288—1353); последний мужской гэльский правитель Файфа.
- Уильям Дуглас — шотландский дворянин и солдат, действовавший во время второй войны за шотландскую независимость, «Цветок рыцарства»; убит.
- Иоанн I[нем.] — первый епископ Литомишля (1344—1353).
- Лампонг Реатеа, правитель Ангкорской империи (1347—1353).
- Оливье Салахадин[фр.] — епископ Нанта (1340—1353).
- Опицин де Канистрис, итальянский священник (с 1320), автор религиозных трактатов на латыни (с 1319), затем писец и художник-иллюминатор при папском дворе в Авиньоне (с 1330), мистик и картограф.
- Сергий Валаамский, православный монах, которому приписывают роль просветителя карельских языческих племён и утвердителя христианства в Северном Приладожье.
- Степан Котроманич — Бан Боснии (1322—1353)
- Степан I Лакович[хорв.] — воевода Трансильвании (1344—1350), бан Хорватии и Славонии (1350—1353), полководец венгерского королевства
- Такацукаса Морохира[англ.] — высокопоставленный японский дворянин, кампаку (1342—1346)
- Тога-Темур[укр.] — хан восточной части государства Хулагуидов (1335—1353), претендент на трон государства.
- Уголино II Тринчи[англ.] — сеньор Фолиньо из рода Тринчи (1343—1353)
- Уиллег де Бург — ирландский дворянин, первый кланрикард (1333—1353).
- Фридрих IV[фр.] — единственный сын маркграфа Бадена и сеньора Эберштайна Генриха IX, сомаркграф Бадена (1348—1353)
- Хэвис Гадарн[англ.] — дочь князя Поуиса Венвинвина Оуэна де ла Поля, жена Джона Черлтона, 1-го барона Черлтона.
- Джон Черлтон — первый барон Черлетон (1313—1353).